# Харлампиевская церковь (Иркутск)
Харла́мпиевская це́рковь (также Миха́ило-Арха́нгельская Харла́мпиевская це́рковь, Морско́й храм) — православный храм в Иркутске, расположенный в историческом центре города на улице 5-й Армии. Один из старейших православных храмов Иркутска.
Первая деревянная двухпрестольная церковь была построена в 1738 году. Нижний придел во имя священномученика Харалампия был освящён епископом Иркутским и Нерчинским Иннокентием (Неруновичем) 24 января 1739 года. В 1777 году вместо деревянной закладывается каменная церковь.
В Харлампиевской церкви священники благословляли моряков перед плаванием. В 1884 году на паперти церкви был похоронен иркутский купец, крупный меценат и благотворитель Иван Хаминов. В 1904 году А. В. Колчак венчался в церкви с Софьей Омировой, и здесь его благословляли в походы на север по реке Лене к Северному Ледовитому океану.
- На фото 1910-х гг.
- В 2011 году